# Локе, Кристиан
Кристиан Локе (норв. Christian Laake; 9 апреля 1875, Улленсакер, Акерсхус — 3 августа 1950, Шедсму, Акерсхус) — норвежский военный деятель, главнокомандующий (1931—1940).

## Биография
Родился в семье фермера в городе Улленсакер.
Закончил Норвежскую военную академию в 1894 году.
В 1900 начал служить в  войсках артиллерии.
В 1928 получил звание полковника.
С апреля по май 1929 служил в 2-м прусском артиллерийском полку в Веймарской республике.
В 1931 году был удостоен чести быть главнокомандующим Сухопутных войск Норвегии заменив предыдущего главнокомандующего генерала Ивара Бака.
После оккупации Норвегии нацистскими войсками, был отправлен в отставку.
Умер 3 августа 1950 году возрасте 75 лет в своей ферме в Шедсму.
Похоронен на Западном кладбище Осло.

## Семья
Жена Сигне Хенауг (1879-1960) — дочь фермера. В браке было три дочки, одна из них вышла замуж за  энтомолога Лейфе Рейнхардт Натвига.